# Athame

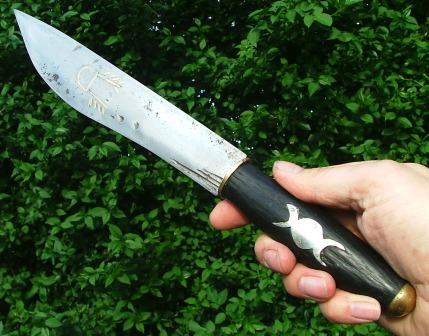
Beispiel für ein Athame mit Dreifachmond

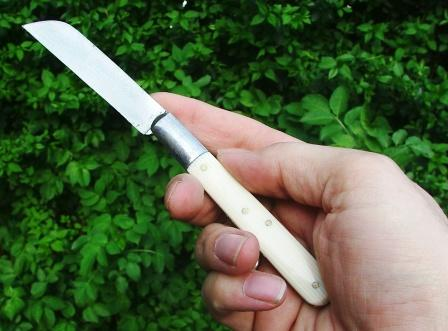
Zum Vergleich: Die Bolline

Ein Athame (das oder der, sehr selten die) ist ein zeremonielles Messer bzw. ein für magische Zwecke verwendeter Dolch. Als solcher hat es traditionell zwei Schneiden und zumeist einen schwarzen oder dunklen Griff.

## Verbreitung und Verwendung
In Europa werden Athamen vielfach als Ritualgegenstand von modernen Hexen benutzt, die sich auf mittelalterliche, germanische oder keltische Bräuche berufen.
Das Athame, auch als Zeremonienmesser der Hexen bezeichnet, wird in Verbindung gebracht mit Magie, Okkultem und Esoterik. Der rituelle Dolch ist ein wichtiger Gegenstand des Wicca-Kultes. Anders als oft vermutet, wird das Athame jedoch nicht auf praktischer Ebene zum Schneiden oder gar als Waffe benutzt, sondern erfüllt eine starke symbolische Funktion. Es soll magische Kräfte bündeln und lenken, Energien schneiden und zusammenführen oder dient dem An- oder Herbeirufen höherer Wesenheiten. Das von vielen Traditionen vorgeschriebene schwarze Heft bezieht sich auf die Lehre der Absorption, wonach ein Teil der dirigierten Energie von der Klinge aufgenommen wird. Diese Energie steht für späteren Gebrauch zur Verfügung.
Weihe-Rituale, zeremonielle Zeichen und Inschriften auf dem Athame sollen seine magischen Kräfte und die seiner Trägerin oder seines Trägers verstärken. Auch um Bannkreise zu ziehen, wird das magische Messer genutzt. Je nach Tradition der praktizierenden Hexe steht das Athame für das Element Luft oder das Element Feuer. Manche Athamen werden wie ein Amulett an einem Halsband getragen.
Der Wicca-Kult kennt zudem noch ein anderes Messer, üblicherweise durch einen weißen Griff vom Athame zu unterscheiden. Dieses zweite Messer wird für praktische Zwecke verwendet – z. B. zum Schnitzen von Zauberstäben und Sammeln von Kräutern – und Bolline genannt.

## Gesetzeslage in Deutschland
Messer mit feststehender Klinge über 12 cm oder mit beidseitig geschliffener Klinge beliebiger Länge fallen in Deutschland unter das Waffengesetz. Sie dürfen gemäß § 42a Abs. 1 Nr. 3 Waffengesetz nur dann mitgeführt werden, wenn ein berechtigtes Interesse vorliegt. Das Mitführen auf öffentlichen Veranstaltungen (Weihnachtsmärkte, Schützenfeste etc.) ist gemäß § 42 Abs. 1 WaffG verboten und stellt gemäß § 52 Abs 3 Nr. 9 WaffG eine Straftat dar, welche mit Freiheitsstrafe bis zu drei Jahren oder Geldstrafe geahndet wird.